# Plagionotus bobelayei
Plagionotus bobelayei là một loài bọ cánh cứng trong họ Cerambycidae.